# Aniseia
Aniseia – rodzaj roślin z rodziny powojowatych (Convolvulaceae). Obejmuje trzy gatunki. Występują one na obu kontynentach amerykańskich na obszarze od Argentyny po środkowy Meksyk i Florydę. Jeden gatunek (Aniseia martinicensis) rozprzestrzeniony został także na innych kontynentach w strefie tropikalnej i subtropikalnej – rośnie w Afryce, w południowej Azji, w północnej Australii i zachodniej Oceanii.
Młode pędy Aniseia martinicensis są jadalne.
Nazwa naukowa utworzona została z greckich słów a oznaczającego „nie” i isos znaczącego „równy” w nawiązaniu do nierównej długości działek kielicha.

## Morfologia
PokrójRośliny zielne (byliny) o pędach wijących się i wspinających, owłosionych lub nagich.
LiścieOgonkowe, o jajowatej lub eliptycznej blaszce osiągającej od 4 do 8 cm długości, nagiej lub owłosionej.
KwiatyWyrastają z kątów liści pojedynczo lub po 2–3 w wierzchotkach. Działki kielicha lancetowate, nierówne (zewnętrzne trzy dłuższe od dwóch wewnętrznych), o długości do 2 cm, znacząco powiększające się podczas owocowania. Korona dzwonkowata, biała, z 5 ząbkami na brzegu lub całobrzega. Pojedyncza szyjka słupka jest dwudzielna na szczycie i zakończona kulistawym znamieniem.
OwoceKulistawe lub jajowate torebki otwierające się klapami. Zawierają zazwyczaj cztery jajowate nasiona, o łupinie gładkiej lub owłosionej na brzegach.

## Systematyka
Pozycja systematyczna
Rodzaj z plemienia Aniseieae z podrodziny Convolvuloideae w obrębie rodziny powojowatych (Convolvulaceae).
Wykaz gatunków 
- Aniseia argentina (N.E.Br.) O'Donell
- Aniseia luxurians (Moric.) Athiê-Souza & Buril
- Aniseia martinicensis (Jacq.) Choisy